# Buja Buja Nellore
Buja Buja Nellore es una ciudad censal situada en el distrito de Sri Potti Sriramulu Nellore en el estado de Andhra Pradesh (India). Su población es de 10927 habitantes (2011). Se encuentra a 7 km de Nellore y a 177 km de Chennai. 

## Demografía
Según el censo de 2011 la población de Buja Buja Nellore era de 10927 habitantes, de los cuales 5367 eran hombres y 5560 eran mujeres. Buja Buja Nellore tiene una tasa media de alfabetización del 76,37%, superior a la media estatal del 67,02%: la alfabetización masculina es del 83,16%, y la alfabetización femenina del 69,83%.